# Trabitz
Trabitz è un comune tedesco di 1 390 abitanti, situato nel land della Baviera.